# Мукденський інцидент
41°50′05″ пн. ш. 123°27′58″ сх. д. / 41.83461° пн. ш. 123.465984° сх. д.

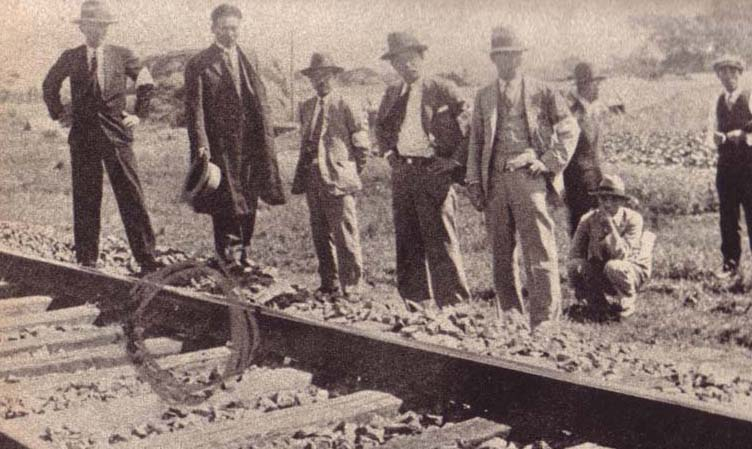
Японськя комісія перевіряє наслідки «саботажу»

Мукденський або Маньчжурський інцидент 18 вересня 1931 року — важлива подія в історії республіканського Китаю, яка передувала японському захопленню Маньчжурії та початку Другої китайсько-японської війни (1937—1945).
Претендуючи на володарювання у Східній Азії, Японська імперія шукала приводу для військового заглиблення в Китай. У вказану дату японські військовики організували провокацію на Південній Маньчжурській залізниці, що на той час належала Японії, та звинуватили китайську сторону в саботажі. Хоча інцидент не був організований центральним командуванням, останнє використало його для розгорнення повномасштабної військової операції за участю Квантунської армії. Після захоплення Мукдена (сучасний Шеньян) 19 вересня, Японія продовжила наступ на інші міста регіону. 18 лютого 1932 було оголошено утворення Маньчжурської держави на чолі з колишнім імператором династії Цін (1644—1912) Пуї (1906—1967).
Ця подія була другою у низці японських наступів на китайську територію: з 1895 року, внаслідок поразки Китаю у війні 1894-95 рр., Японія отримала Ляодунський півострів та о. Тайвань (див. Сімоносекський договір). 28 січня 1932 японські мілітаристи атакували Шанхай. Загалом, географія цих подій окреслила східноазійську частину тихоокеанського театру воєнних дій Другої світової війни.